# Robert F. Barkowski

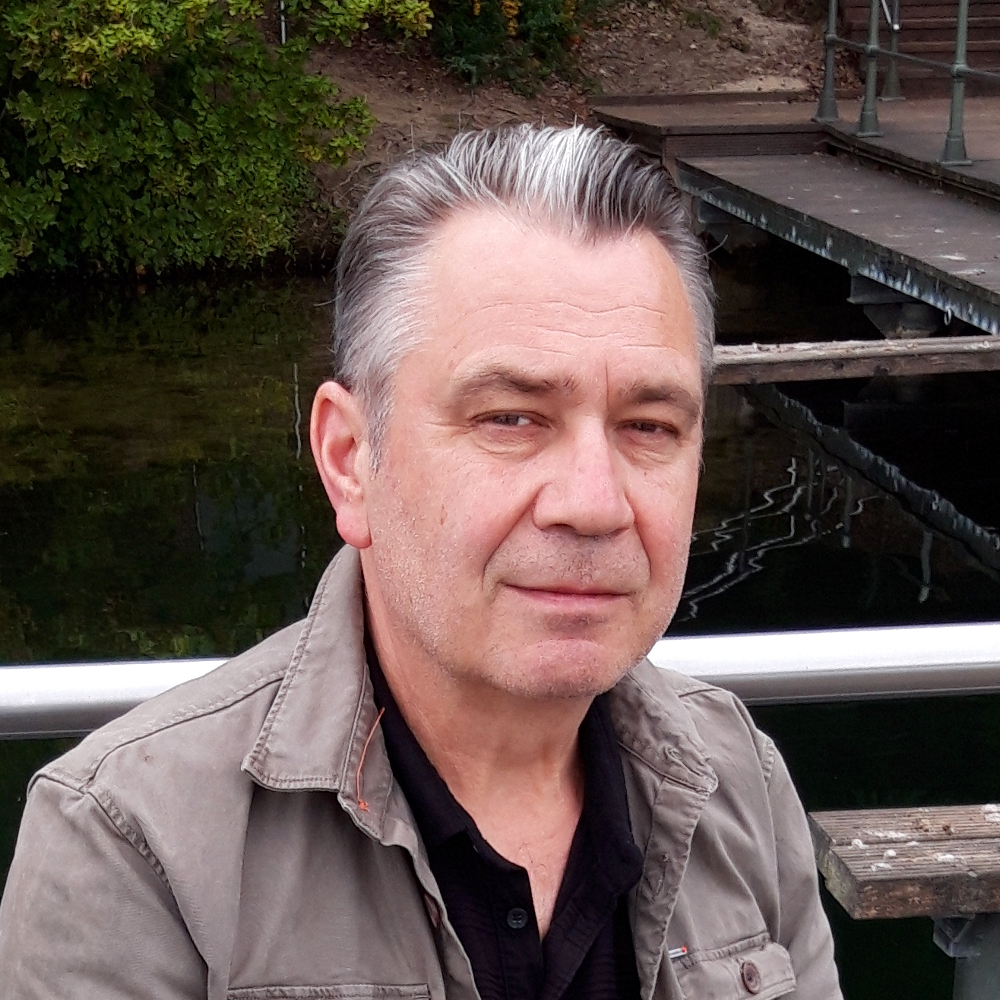
Robert F. Barkowski (2023)

Robert F. Barkowski (* 29. März 1963 in Zielona Góra) ist ein polnisch-deutscher Schriftsteller (Romane, Erzählungen, historische Sachbücher, Monographien, Essays, Biografien).

## Leben
Barkowski verbrachte seine Kindheit und Jugend in Danzig, wo er 1982 das Abitur ablegte. Seit den späten 1980er-Jahren lebt er in Berlin. Er studierte Elektrische Energietechnik an der Hochschule für Technik und Wirtschaft Berlin. Er arbeitete unter anderem als Elektroingenieur, Herausgeber, Informatiker, Lektor, Programmierer, Redakteur, Übersetzer, Polizist.
Zwischen 2001 und 2017 betreute er den Parthas Verlag, den Stroemfeld Verlag, den Deutschen Kunstverlag, form+zweck und den Vice Versa Verlag als Autor, Übersetzer, Herausgeber und Lektor. Bemüht sich darum, Schriften polnischer Autoren und über Polen nach Deutschland zu vermitteln. Seit 2001 arbeitete er zusammen mit den Parthas Verlag und Deutschen Kunstverlag als Mitwirkende beim Herausgabe in Deutschland von polnischer Literatur oder über Polen (u. a. Stanisław Lem, Antoni Sobański, Marek Edelman).
Als Schriftsteller beschreibt er vor allem die Geschichte Europas im Mittelalter, mit Schwerpunkt auf Geschichte Polens, Elbslawen und wechselhafte deutsch-polnische Beziehungen im Milttelalter. In Deutschland erscheinen seine Werke in Parthas Verlag Berlin (seit 2006), in Polen in Bellona Warschau (seit 2014) und Novae Res Gdynia (von 2020 bis 2023). Seine Texte schreibt er auf Polnisch und Deutsch.
Robert F. Barkowski ist Mitglied im PEN-Zentrum Deutschland und Verband der Polnischen Literaten (Związek Literatów Polskich).

## Auszeichnungen
- 2016: Verdienter der polnischen Kultur

## Werke

### Romane und Erzählungen
- Unvorstellbar ist, was man erlebt. In: war jewesen, West-Berlin 1961–1989. Parthas, Berlin 2009, ISBN 978-3-86964-014-3.
- Włócznia, Novae Res, Gdynia 2021, ISBN 978-83-8219-260-5.
- Opowieści połabskie, Novae Res, Gdynia 2022, ISBN 978-83-8219-806-5.
- Odsiecz, Novae Res, Gdynia 2022, ISBN 978-83-8219-797-6.
- Trzy pieczenie nad jednym ogniem. In: Sięgnąć wyobraźni – almanach konkursu literackiego Ikarowe Strofy 2023, Klub Dowództwa Generalnego Rodzajów Sił Zbrojnych, Warschau 2024, ISBN 978-83-951178-8-6.

#### Zyklus:Na piastowskiej służbie
- Włócznia Chrobrego, Band 1, Bellona, Warschau 2025, ISBN 978-83-11-17170-1.
- Słowiańskie zamęty, Band 2, Bellona, Warschau 2025, ISBN 978-83-11-18046-8.
- Bursztynowy krzyżyk, Band 3, Bellona, Warschau 2025, ISBN 978-83-11-17376-7.

#### Zyklus:Przodkowie
- Siemowit. Burzliwy, Band 1, Bellona, Warschau 2023, ISBN 978-83-11-16807-7.
- Siemowit. Zagubiony, Band 2, Bellona, Warschau 2024, ISBN 978-83-11-16876-3.
- Siemowit. Nieustępliwy, Band 3, Bellona, Warschau 2024, ISBN 978-83-11-17694-2.

### Historische Sachbücher, Monografien, Essays, Biografien
- Stanisław Lem: Der Widerstand der Materie – Ausgewählte Briefe. Hrsg. von Robert F. Barkowski. Parthas, Berlin 2008, ISBN 978-3-86601-475-6.
- Die Ottonen und das Konzept eines vereinten Europa. Parthas, Berlin 2014, ISBN 978-3-86964-073-0.
- Słowianie połabscy. Dzieje zagłady („Die Elbslawen, die Geschichte ihres Untergangs“). Bellona, Warschau 2015, ISBN 978-83-11-13741-7.
- Crotone 982 („Die Schlacht bei Crotone 982“). Bellona, Warschau 2015, ISBN 978-83-11-13732-5.
- Połabie 983 („Der Elbslawenaufstand von 983“). Bellona, Warschau 2015, ISBN 978-83-11-13913-8.
- Poitiers 732 („Die Schlacht von Poitiers 732“). Bellona, Warschau 2016, ISBN 978-83-11-14104-9.
- Tajemnice początków państwa polskiego – 966 („Die Geheimnisse der Anfänge des polnischen Staates 966“). Bellona, Warschau 2016, ISBN 978-83-11-13904-6.
- Lechowe Pole 955 („Die Schlacht auf dem Lechfeld 955“). Bellona, Warschau 2016, ISBN 978-83-11-14231-2.
- Krucjata połabska 1147 („Wendenkreuzzug 1147“). Bellona, Warschau 2017, ISBN 978-83-11-14446-0.
- Historia wojen gdańskich („Die Geschichte der Danziger Kriege“). Średniowiecze. Bellona, Warschau 2017, ISBN 978-83-11-14343-2.
- Syberia 1581–1697 („Sibirien 1581–1697“). Bellona, Warschau 2017, ISBN 978-83-11-15047-8.
- Poczet władców słowiańskich 631–1168, Połabie („Die wendischen/elbslawischen Herrscher 631-1168“). Bellona, Warschau 2017, ISBN 978-83-11-15119-2.
- Budziszyn 1002–1018 („Bautzen 1002–1018“). Bellona, Warschau 2018, ISBN 978-83-11-15281-6.
- Paryż 885–886 („Belagerung von Paris (885–886)“). Bellona, Warschau 2018, ISBN 978-83-11-15518-3.
- Bitwy Słowian. Bellona, Warschau 2018, ISBN 978-83-11-15537-4.
- Die Piasten und die Anfänge des polnischen Staates. Parthas Verlag, Berlin 2018, ISBN 978-3-86964-101-0.
- Kijów 1018 (Schlacht_am_Bug). Bellona, Warschau 2019, ISBN 978-83-11-15617-3.
- Ulm 1805. Bellona, Warschau 2019, ISBN 978-83-11-15679-1.
- Konungahella 1135 (Herzog von Pommern Ratibor_I.). Bellona, Warschau 2020, ISBN 978-83-11-15876-4.
- Rugia 1168. Bellona, Warschau 2021, ISBN 978-83-11-16071-2.
- Fontenoy 841 (Schlacht von Fontenoy (841)). Bellona, Warschau 2022, ISBN 978-83-11-16491-8.
- Pomorze Zachodnie 1185. Bellona, Warschau 2023, ISBN 978-83-11-16791-9.
- Dyrrachium 1081-1085. Bellona, Warschau 2025, ISBN 978-83-11-17947-9.
- Bolesław I Chrobry. Pierwszy król Polski (Bolesław_I._(Polen)). Bellona, Warschau 2025, ISBN 978-83-11-18106-9.